# Nastri d'argento 1978
La 33ª edizione dei Nastri d'argento si è svolta il 4 dicembre 1978 a Roma.

## Vincitori

### Regista del miglior film
- Paolo e Vittorio Taviani - Padre padrone

### Migliore regista esordiente
- Sergio Nuti - Non contate su di noi

### Miglior produttore
- Rai - per il complesso della produzione

### Miglior soggetto originale
- Nanni Moretti - Ecce bombo

### Migliore sceneggiatura
- Maurizio Costanzo, Ruggero Maccari ed Ettore Scola - Una giornata particolare

### Migliore attrice protagonista
- Sophia Loren - Una giornata particolare

### Migliore attore protagonista
- Nino Manfredi - In nome del Papa Re

### Migliore attore esordiente
- Saverio Marconi - Padre padrone

### Migliore attrice non protagonista
- Virna Lisi - Al di là del bene e del male

### Migliore attore non protagonista
- Carlo Bagno - In nome del Papa Re

### Migliore musica
- Armando Trovajoli - Una giornata particolare

### Migliore fotografia
- Armando Nannuzzi - Gesù di Nazareth

### Migliore scenografia
- Gianni Quaranta - Gesù di Nazareth
- Lucia Mirisola - In nome del Papa Re

### Migliori costumi
- Marcel Escoffier ed Enrico Sabbatini - Gesù di Nazareth

### Regista del miglior film straniero
- Fred Zinnemann - Giulia (Julia)

### Regista del miglior cortometraggio straniero
- Elio Finestauri - Salvos ire salvos venire

### Premio Pietro Bianchi
- Mario Soldati